# Kayak

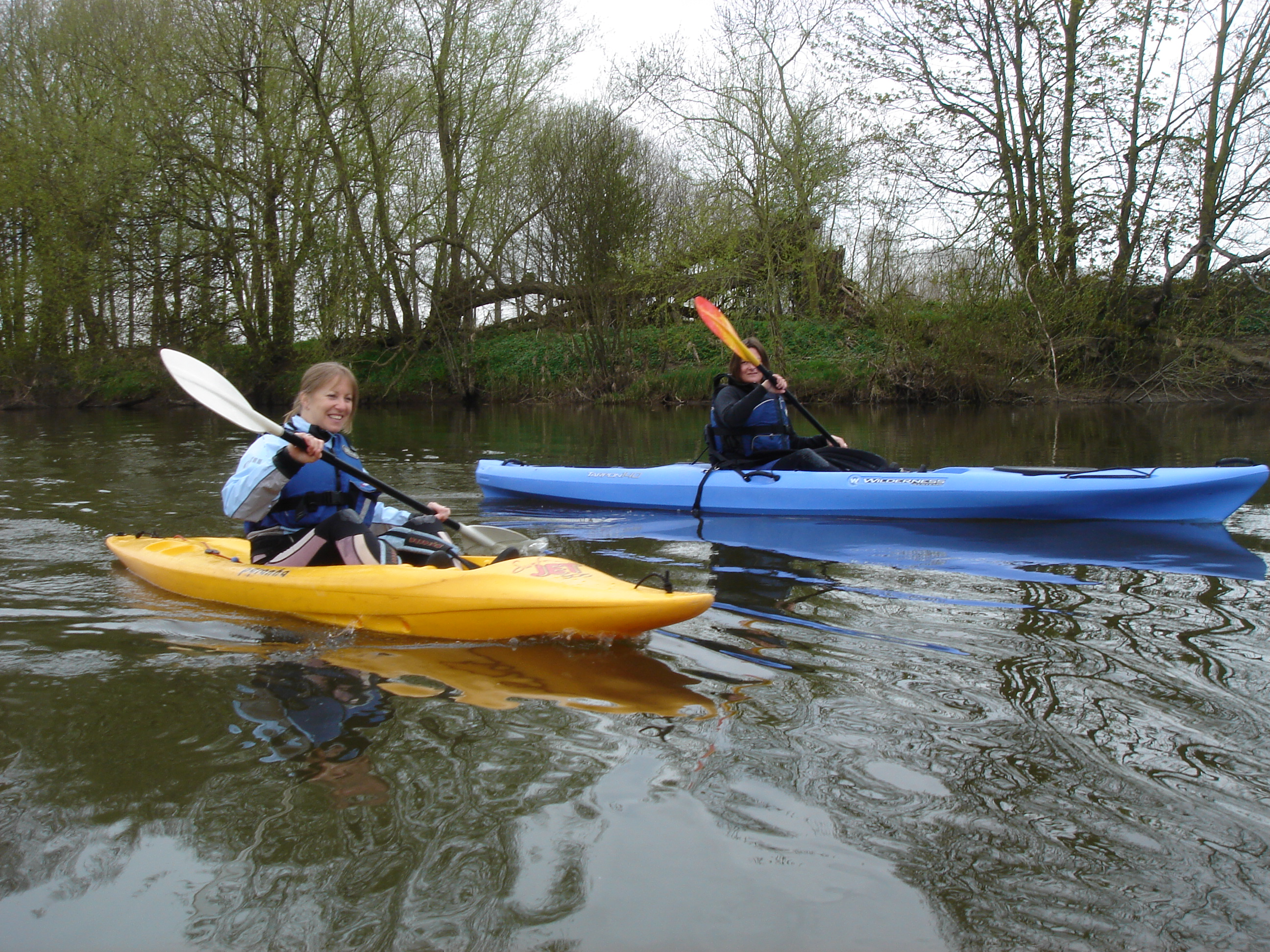
Bơi thuyền kayak ở sông Wye

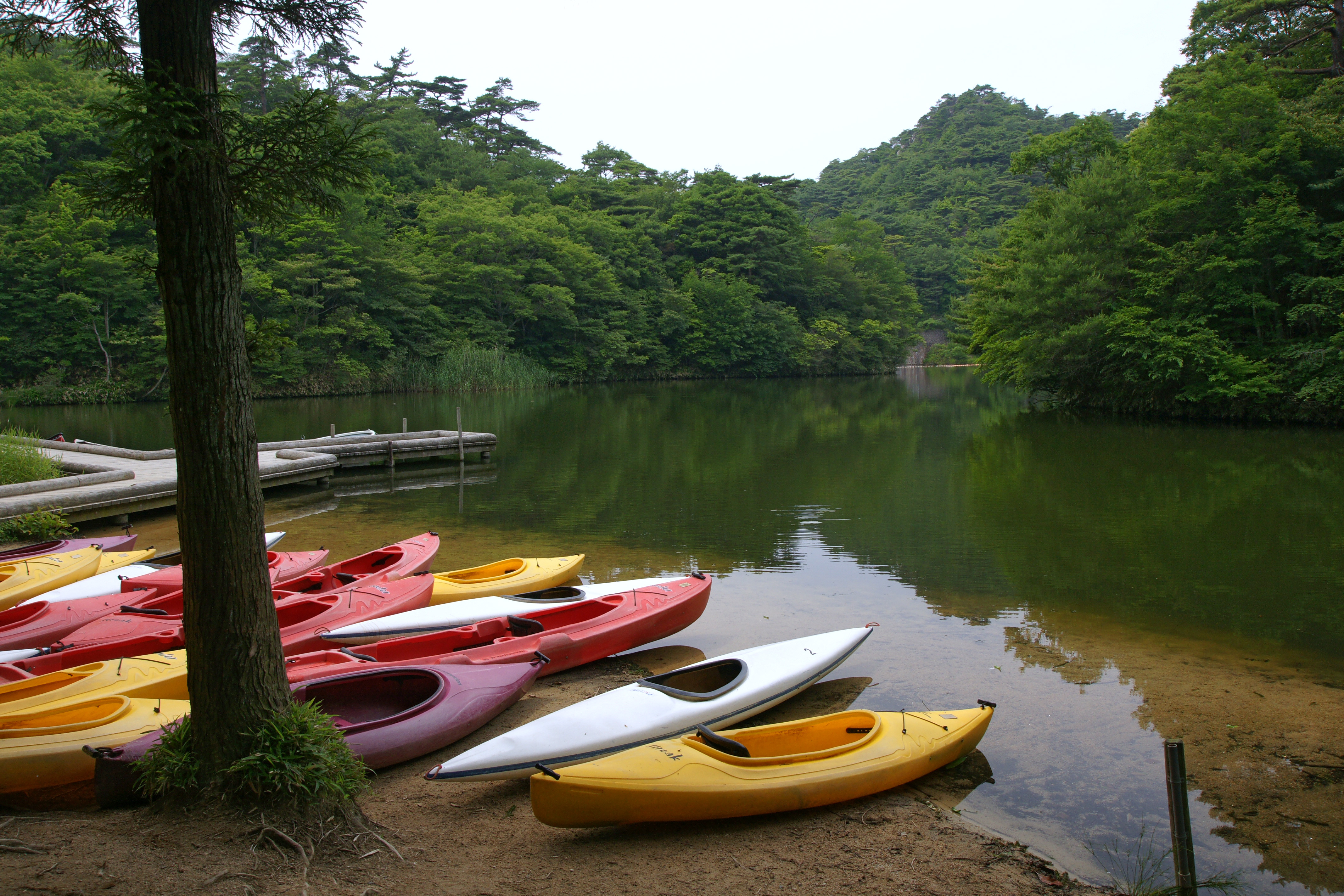
Kayak trên bờ hồ Hodaka, Kobe

Kayak là một loại thuyền có kích thước nhỏ & hẹp, được điều khiển bằng mái chèo 2 cánh. Tên gọi kayak bắt nguồn từ tiếng Inuktitut qajaq (IPA: [qajɑq]).
Kayak truyền thống có một boong thuyền với một hoặc nhiều chỗ ngồi, mỗi chỗ ngồi có một mái chèo 2 cánh. Buồng lái có vách ngăn nhằm ngăn nước văng vào. Có nhiều loại kayak khác nhau, tùy thuộc vào nhu cầu của người sử dụng. Một số kayak được làm bằng các chất liệu nhẹ giúp di chuyển nhanh hơn, số khác lại được làm chắc chắn và dễ điều khiển hơn để phục vụ cho việc vượt thác

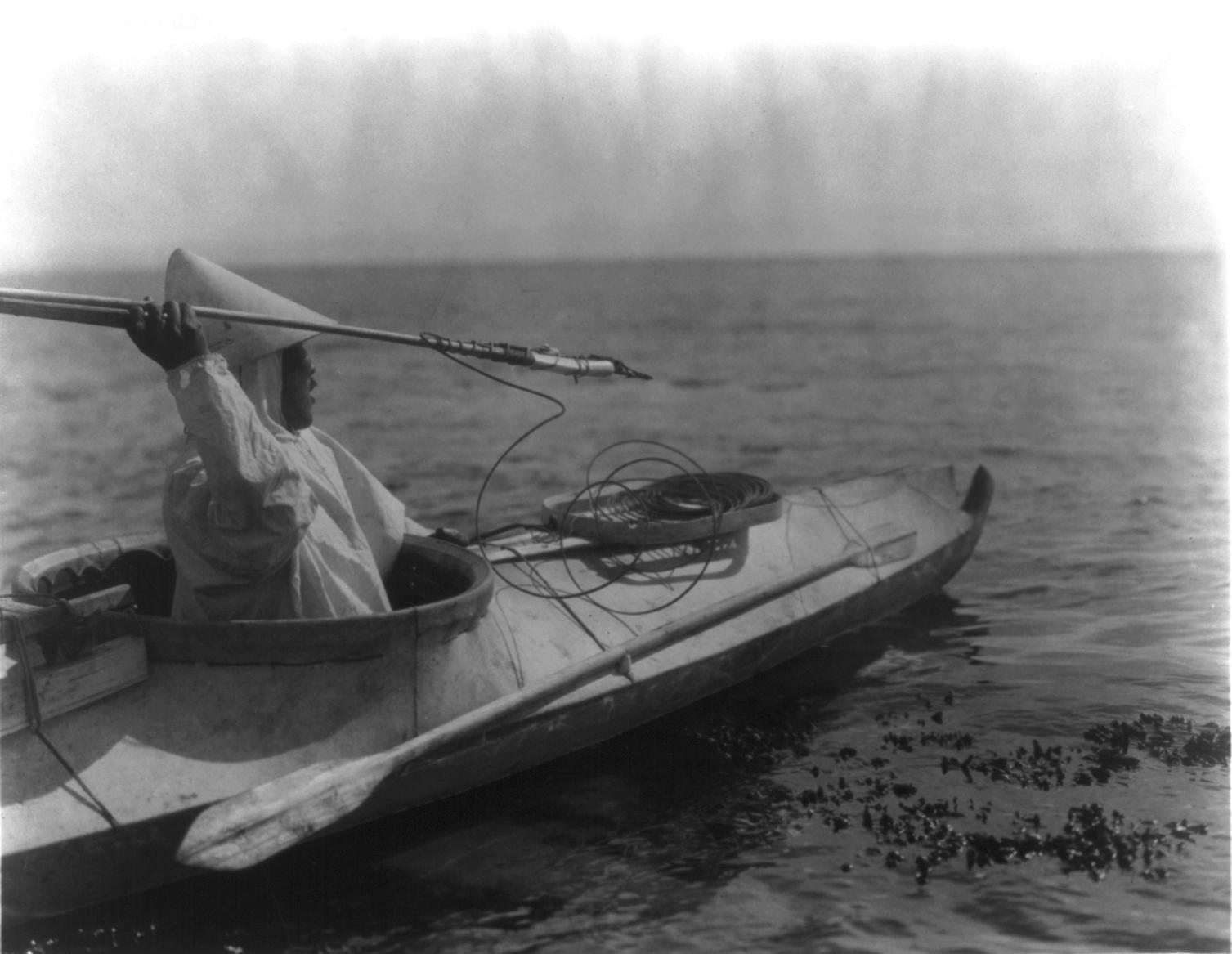
Một người Eskimo đang chuẩn bị phóng lao săn bắt trên thuyền kayak

Một số loại thuyền kayak hiện đại đã được thay đổi đáng kể so với thiết kế truyền thống, ví dụ như loại bỏ vách ngăn ("sit-on-top"); thân thuyền làm bằng cao su và bơm hơi; thay thế vỏ đơn bằng vỏ đôi ("W" kayak) hay thay thế mái chèo bằng chân vịt. Kayak cũng có thể được chạy bằng động cơ điện hoặc các thiết bị khí động học khác.
Kayak được chế tạo và sử dụng lần đầu bởi người Inuit, người Aleut, người Yupik và có thể là người Ainu ở vùng cận Bắc cực.